# اتحاد نقابات العمال العراقي
يعتبر اتحاد نقابات العمال العراقي (IFTU) أكبر اتحاد نقابي في العراق في النصف الأول من العقد الأول من القرن الحادي والعشرين، وبموجب المرسوم رقم 16 الصادر في كانون الثاني (يناير) 2004، كان الاتحاد الوحيد المعترف به من قبل الحكومة العراقية. هذا، إلى جانب تحالف التنظيم مع حكومة إياد علاوي الانتقالية، فإن العديد من المنظمات العمالية الأخرى لا تثق في الاتحاد وتنتقده. في عام 2005، طالب الاتحاد بوجود 12 اتحادًا وطنيًا وأكثر من 200000 عضو، على الرغم من اندماجه مع ثلاثة اتحادات نقابية أخرى لتشكيل الاتحاد العام لعمال العراق (المعروف أيضًا باسم اتحاد عمال العراق) في عام 2006.

## تاريخ
شُكل الاتحاد في مايو 2003 في مؤتمر في بغداد من قبل 400 من ناشط نقابي من الذين استأنفوا حياتهم مؤخرا في العراق بعد فترة من الاختباء أو النفي. حدث هذا بعد الإطاحة بصدام حسين كرئيس للعراق. وللمنظمة جذور في الاتحاد العام لنقابات العمال (العراق) [الإنجليزية] في عهد صدام وحزب البعث ومجموعة سابقة كانت تسمى أيضًا اتحاد نقابات العمال العراقي. ترأس الاتحاد التاريخي للنقابات القادر العياش وآرام خشادور في أواخر الخمسينيات من القرن الماضي، وكان مرتبطا بالحزب الشيوعي العراقي، وكان منتسبا قانونيا إلى الاتحاد العالمي لنقابات العمال [الإنجليزية].
لقد دعموا الانتخابات الديمقراطية والعلمانية والقادة المسؤلين وعارضوا الخصخصة. بحلول أواخر عام 2005، مثل الاتحاد أنصار رئيس الوزراء السابق إياد علاوي وبعض القوميين العرب، على الرغم من أنه كان لا يزال متحالفًا إلى حد كبير مع الحزب الشيوعي العراقي.

## الاحتلال الأمريكي للعراق
انتقد اتحاد النقابات الدولي بشدة الاحتلال الأمريكي في العراق. على الرغم من ذلك، غالبًا ما أنتُقد من قبل الاتحادات الفيدرالية الأخرى لكونهم داعمين للغاية له. قد تكون رسائلهم المتضاربة ناتجة عن حقيقة أن رئيس الوزراء الانتقالي إياد علاوي، الذي أختير لهذا المنصب من قبل مسؤولي الاحتلال الأمريكي، كان له تحالف قوي مع الاتحاد الدولي للنقابات المستقلة وغالبًا ما أظهر لهم تفضيلهم، بما في ذلك من خلال جعلهم الشخص الوحيد المعترف به حكوميًا. اتحاد العمال في البلاد.
في عام 2005، دعت منظمة العمل الأمريكية ضد الحرب (USLAW)، وهي منظمة غير حكومية مناهضة للحرب، ممثلين من IFTU، اتحاد المجالس والنقابات العمالية في العراق، اتحاد نقابات النفط في العراق [الإنجليزية] للتحدث مع عدد من الموظفين. من الأمريكيين المعارضين للاحتلال الأجنبي للعراق. في نهاية جولتهم، أصدرت USLAW والمجموعات النقابية بيانًا مشتركاً ضد خصخصة الاقتصاد العراقي التي جاءت نتيجة للاحتلال. ومع ذلك، سارع الاتحاد في توضيح عدم موافقته على الاحتلال بأي شكل من الأشكال، حتى مع الفهم بأنه بدون تدخل أجنبي، لا يوجد ضمان لسلامة الشعب العراقي.
ربما بسبب رفضه المتقلب للاحتلال، شعر الاتحاد أن الولايات المتحدة لديها ثأر ضده. في 6 ديسمبر / كانون الأول 2003، داهمت القوات الأمريكية مقرًا لعمال النقل والاتصالات تابع لاتحاد النقابات الدولي واعتقلت ثمانية من قادته. احتجزوا لمدة يوم واحد ثم أطلق سراحهم دون توجيه تهم إليهم، ظل المكتب مغلقًا حتى يوليو / تموز 2004.

## القتل والاختطاف وهجمات أخرى
دعم الأتحاد الانتخابات البرلمانية العراقية في يناير 2005، والتي انتخبت جمعية وطنية جديدة للعراق لكتابة دستور جديد، جعلت المنظمة هدفا للهجمات وعمليات الخطف والقتل، ومعظمها من المتمردين الذين دعموا صدام حسين. في 3 تشرين الثاني (نوفمبر) 2004، قتل وشوه أربعة من عمال السكك الحديدية. في 25 ديسمبر اختطف مهندسي قطار وضرب خمسة عمال إضافيين. في 4 يناير / كانون الثاني، اقتحم إرهابيون يُعتقد أنهم جزء من المخابرات التي حُلت منزل السكرتير الدولي للاتحاد الدولي للنقابات هادي صالح وعذبوه وقتلوه بوحشية. في 26 كانون الثاني (يناير)، تعرض رئيس الاتحاد الدولي للنقابات في الموصل، سعدي عيدان، للخطف والتعذيب قبل إطلاق سراحه بعد ستة أيام مع تحذير صريح بوقف عمله مع الاتحاد. في 27 يناير، اختُطف طالب خادم الطايع، رئيس نقابة الميكانيكيين وعمال المعادن وعمال الطباعة المنتسبة إلى IFTU، خلال اجتماع مع أعضاء النقابة.  أطلق سراحه بعد خمسة أيام في 1 فبراير / شباط  في 11 فبراير، اختطف مؤيد حامد، الذي كان يعمل أمينًا عامًا لفرع الاتحاد في الموصل، أثناء مغادرته منزله. أطلق سراحه بعد 14 يوما.
في 18 فبراير / شباط، قُتل علي حسن عبد (المعروف أيضًا باسم أبو فهد) أثناء عودته إلى المنزل مع أطفاله من مصفاة الدورة للنفط حيث كان يعمل. كان عضوا في القيادة في اتحاد نفط IFTU. في 24 فبراير، قُتل أيضًا أحمد عدريد عباس. لم ينته العنف ضد المنتسبين للإتحاد بعد حله؛ في يونيو 2006، قُتل شكري الشخلي، أحد مؤسسي الاتحاد.

## الاندماج
أعلن الاتحاد الدولي لنقابات العمال في سبتمبر 2005عن اندماجه مع الاتحاد العام لنقابات العمال (العراق) [الإنجليزية] والاتحاد العام لنقابات عمال العراق لإنشاء منظمة جديدة تسمى الاتحاد العام لعمال العراق أو اتحاد العمال العراقيين. 